# Франц Ваничек
Франц Ваничек (Валтерсдорф, код Прага, 6. јула 1809 — Осијек, 6. априла 1894) био је аустроугарски историчар, гимназијски професор, публициста и директор гимназије у Винковцима - чешког поријекла, први писац књиге о Војној крајини.

## Биографија
Рођен је у Валтерсдорфу у Чешкој (тада су и Валтерице и оближње село Бистрец, имали то њемачко име - Валтерсдорф). Рођен је као син сељака на посједу кнезова Лихтенштајн. Био је надарено дијете које је трудом и залагањем постигло образовне успјехе, што се видјело и у томе да је свој слаб почетни положај надокнадио и у континуитету је ширио своје знање. У гимназију у Литомишлу није примљен због непознавање њемачког језика, а касније је своје радове углавном објављивао на том језику, био је професор њемачког у Винковцима, а и свој главни рад, књигу о Војној крајини пише на њемачком. Студије философије завршио је у Брну. У Оломуцу је положио државни испит из аустријске државне историје. Био је приватни учитељ у Брну у Моравској и активан сарадник неколико чешких и аустријских часописа (Исток и Запад, Моравиа, Моргенблат, Адлер). По смрти Франца Сировог, долази на упражњено мјесто наставника граматичких разреда винковачке гимназије. Ту је био од 1841.-1861. и од 1864.-1869. На почетку рада у тој гимназији је предавао латински језик, историју и земљопис, а још је предавао и логику, психологију и статистику. Уз предан рад у настави, паралелно је допуњавао и писао нове гимназијске уџбенике. Наставио је публицистичку сарадњу са неким часописима од раније, а започео је сарадњу и са Аграмер цајтунгом, Пестер Тагеблат... Нуђено му је да буде уредник Аграмер цајтунга, али је ту понуду одбио. Био је члан више струковних друштава: земљописног друштва у Брну, статистичке секције Друштва за пољопривреду у Бечу, Царског геолошког завода, Хрватско-славонског господарског друштва.
Његовим залагањем 1851. винковака нижа гимназија постаје виша, и 1854. постаје већ осморазредна гимназија, као и све друге гимназије у тадашњој Аустрији. Мотив његових залагања за унапређење ове гимназије био је да привуче Србе на установу како би их се што више придобило за наклоност Аустрији. Рад у гимназији је наилазио на бројне препреке од стране професора наклоњених Штросмајеру. Франц Ваничек је у свом животопису, за годину 1858, записао да се у ову гимназију увукла агитација за кроатизам која је велику подршку имала у Ђакову од Штросмајера, хрватског бискупа њемачког поријекла. Ваничекова жеља је била да ученици уче словенски језик у оба писма и сматрао је да се једнако односио према Србима и Хрватима. Оптуживан је од новохрвата да је германизатор, а било је и злонамјерних клевета да је пијанац. Његов став није био против народног језика у школи, али је био против тога да Винковачка гимназија постане мјесто јужнословенске агитације. Предстојнику Војникрајишког одјела у Бечу, приликом свог залагања 1850. за унапређење Винковачке гимназије у велику гимназију, је обећао да то неће дозволити. Премјештен је у Сењ залагањем Штросмајера. Сукоб са професорима наклоњених Штросмајеру је избио поводом прославе Шилера 1860, јер су ти професори ту прославу бојкотовали, иако се Шилер прослављао свуда у свијету. Сукоб се проширио и на ученике и тај дан је остао без свечаности, тек уз рецитовање Шилерових дјела. Том приликом је гимназију посјетио и Штросмајер, који је незаконито увео наставу вјеронаука на илирским, народним језику. Ваничек је убрзо премјештен у Сењ, због интригирања Штросмајерове клике. Био је омиљен међу ученицима, посебно међу онима српске националности, који су били спријечени да се поздраве с њим. Винковчанима је замјерио незахвалност и дистанцираност према њему, јер је он заслужан да је гимназија унапређена у велику гимназију.
У прољеће 1861. стиже у Сењ, гдје је тада било актуелно жељезничко питање. Радио је у Сењској гимназији. Ту је био до 1863. Залагао се за то да пруга иде од Земуна до Сења, а не до Ријеке. Интереси Угарске то нису дозволили, па је дата предност Ријеци. У то вријеме (1862. и 1863) је писао за њемачки загребачки лист Аграмер цајтунг бројне чланке о историји појединих крајева, градова и мјеста у Војној крајини. У том контексту је у марту 1862. писао о српском православном свештенику (јеромонаху) Неофиту Ајдуковићу, који је за вријеме борби против Француза 1809. организовао отпор провали Османлија из Босне у Лику. Назвао га је личким Андреасом Хофером (рођен у Ст. Леонарду), имајући на уму његовог савременика и вођу оружаног устанка против Француза у Тиролу.  Рукописи 3., 4. и 5. свеске за историју Личке пуковније на њемачком језику и готичком писму се приписују Францу Ваничеку, везно за период боравка у Сењу и Карловцу. Рукописи су заједно с осталим рукописима за повијест Лике и Личке пуковније били у посједу Буде Будисављевића Приједорског, а данас се чувају у Збирци рукописа Хрватског државног архива у Загребу. Недостаје 1. и 2. дио, а на насловници је Будисављевић написао ћирилицом: Баш знам, ко ми је украо 1. и 2. свеску, један господин, што ме је походио. (Нејасно је којем Буди Будисављевићу су текстови припадали. Аутор наводи генерала и књижевника, а постоје тројица: генерал, велики жупан и књижевник и новинар.)
Након службе у Сењу и Раковцу код Карловца, Ваничек се враћа у Винковце 1864. и у гимназији постаје префект, а од 1866. директор. Заслужан је за ту гимназију и тиме што је 1849. поклонио 50 књига за гимназијску књижницу, а из Брна је за гимназију набавио 254 минерала из тамошњег музеја и још 92 свезака књига. Набавио је и нумизматику збирку, наговоривши бившег власника да је дарује гимназији. Заслужан је и за оснивање пјеваког друштва у Винковцима, којему је био тајник. Због сплетки неких професора напушта мјесто директора 1868, а у пензију одлази почетком 1869. Настањује се у Андријевце код сина Романа, који је био управни поручник. Тада добија понуду да пише књигу о Војној крајини, што је прихватио и успјешно учинио. Власт се побринула да добије потребну архивску грађу, а то је била прва књига о Војној крајини. Хрватска ромнатичарска хисториографија је раније игнорисла Франца Ваничека и његову књигу о Војној крајини, јер им се чињенице о српском народном карактеру Војне крајине нису уклапале у новохрватске и великохрватске историјско-политичке пројекције. Тако је Фрањо Рачки имао хладан однос према Ваничеку и није му помагао у писању ове четверотомне књиге. Ваничек је и сам знао и говорио да се Хрватима та књига неће допасти, али је стручност стављао изнад службе хрватским политичко-националним интересима.
У касно љето 1872, крајем августа и почетком септембра, са породицом сели из Андријеваца у Осијек, гдје остаје до краја живота. Од 1869.-1872. имао је више студијских путовања у Беч, Пешту, Грац, Загреб, Петроварадин и Темишвар, за потребе писања књиге. Завршава је у јулу 1872. У Осијеку је наставио свој публицистики рад пишући за јеврејски лист на њемачком - Драва (Die Drau). 1889. у Осијеку објављује свој животопис на њемачком језику (Ein arbeitsames Leben). Био је члан осјечког пјевачког друштва Липа, које је основано 1876. у крилу Српске штедионице. Од 1854. постаје дописни члан Друштва србске словесности (претече САНУ). Био је члан и Српске читаонице у Осијеку, основане 1868, чиме се још једном потврдила његова блискост са српским народом. Читаоницу је основао парох Лазар Поповић, који је био и први предсједник. Ваничек је био фасциниран славонским свадбеним обичајима, о којима је писао у три опсжена чланка за листове Моравиа и Исток и Запад (Ost und West). 9. септембра 1893. прославио је 50. годишњицу брака, о чему су писале и Народне новине. Умире у ноћи с 5. на 6. април 1894, надомак 85. године живота. Сахрањен је 7. априла на осјчеком доњоградском римокатоличком гробљу. На покојников мртвачки сандук вијенац је положила и српска академска омладина из Загреба. Супруга Марија (дјевојачки Суп - Supp) је живјела још непуне 2 године. Умрла је у 75. години живота, 20. јануара 1896. Ваничекова ћерка Марија је рођена 1859, а син Милан 1865. Дјеца су се временом похрватила. Син Милан (Винковци, 13. август 1865. - Загреб, 5. децембар 1936) се бавио привредом и банкарством, а био је и директор загребачке Југославенске банке. Био је поборник српско-хрватске сарадње против интереса Беча и Пеште, а у писму Трумбићу из јула 1903. савјетује му чвршће повезивање са Србима. Франц Ваничек је имао је имао још дјеце, али за разлику од сина Милана, они нису оставили већег трага у друштвеном животу.
23. и 24. октобра 2014. у Славонском Броду је одржан међународни научни скуп Франц Ваничек и војнокрајишка хисториографија. Радови аутора из Хрватске, Србије, Босне и Херцеговине, Мађарске, Аустрије... су објављени у зборнику истога имена.

## Андрија Торкват Брлић о Ваничеку
Србин католик из Брода на Сави Андрија Торкват Брлић је имао негативно мишљење о Ваничеку. Ваничек се у 212. броју Аграмер цајтунга од 10. децембра 1849. успут осврнуо на његов допис Из Винковацах у Славенском југу бр. 183. од 6. новембра 1849. Ваничек није знао да је Брлић аутор прилога. У њему је млади писац истакнуо да не зна куда тежи бечка политика, али истиче да је чудно да се њемачки раније само у нормалним школама предавао, а сада се предаје ил боље да рекнем намеће и слушатељима 5. и 6. школе (тј. 5. и 6. разред гимназије). Сваке недјеље су ђаци имали два сата предавања њемаког, а од нашег се језика овд ништ не говори, нема зањег ни учитеља. Ваничек га је назвао винковаким студирендром (студентом, ђаком) који је усто и слијепац у политици. Млади је Брлић ово примио с доста емоција, па је у писму брату Ваничека описао доста тамно. Написао је да пије, доноси и пуши лулу у школи и прди пред ђацима. Чудио се да Ваничек не напада његове тезе (да се по Славонији мора швапски декламирати) но њега. Замјера му и што није учио нашки, што му је као Чеху лакше. Сматра га да је он једна неприлика за професора. Брат Игњат му у писму од 20. јануара 1850. пише да би му било драго да напише одговор Ваничеку, да не држе Винковачког професора за фушера.

## Дјела
- Vaníček, Franz (1875). Specialgeschichte der Militärgrenze. 1. Wien: Kaiserlich-königliche Hof- und Staatsdruckerei.
- Vaníček, Franz (1875). Specialgeschichte der Militärgrenze. 2. Wien: Kaiserlich-königliche Hof- und Staatsdruckerei.
- Vaníček, Franz (1875). Specialgeschichte der Militärgrenze. 3. Wien: Kaiserlich-königliche Hof- und Staatsdruckerei.
- Vaníček, Franz (1875). Specialgeschichte der Militärgrenze. 4. Wien: Kaiserlich-königliche Hof- und Staatsdruckerei.
- Ваничек, Франц (1878). Историја Војничке крајине или историја васцелог српског народа са ове и оне стране Дунава, Саве, Уне, Врбаса тако и приморја (од 1538 до 1873=335 година). 1 (1 изд.). Нови Сад: Штампарија Арсе Пајевића.
  - Ваничек, Франц (1880) [1878]. Историја Војничке крајине или историја васцелог српског народа са ове и оне стране Дунава, Саве, Уне, Врбаса тако и приморја (од 1538 до 1873=335 година). 1 (2 изд.). Нови Сад: Јован Ђуричић-Биорац.
  - Ваничек, Франц (1881) [1878]. Историја Војничке крајине или историја васцелог српског народа са ове и оне стране Дунава, Саве, Уне, Врбаса тако и приморја (од 1538 до 1873=335 година). 1 (3 изд.). Нови Сад: Јован Ђуричић-Биорац.
- Vaníček, Franz (1889). Ein arbeitsames Leben. Essek.